# Hydriomena roseofusa
Hydriomena roseofusa là một loài bướm đêm trong họ Geometridae.